# Ilarion Ohienko
Le métropolite Ilarion, dont le nom séculier est Ivan Ivanovitch Ohienko (en ukrainien : Іван Іванович Огієнко), né le 2 janvier 1882 à Broussyliv en Ukraine et décédé le 29 mars 1972 à Winnipeg au Canada, était un membre du clergé de l'Église orthodoxe, un linguiste et un historien ukrainien. 
En 1908, il rejoint le Club ukrainien qui regroupe des intellectuels ukrainiens. 
En 1940, il a été nommé archimandrite du monastère de Saint-Onuphrius à Jabłeczna en Pologne. La même année, il a été nommé évêque de Chelm en Pologne. En 1944, il devint le métropolite de Chelm et Lublin, puis, en 1951, le primat de l'Église orthodoxe ukrainienne du Canada.

## Annexe